# Adi Mehremić
Adi Mehremić (Sarajevo, 26 aprile 1992) è un calciatore bosniaco, difensore della Stal Stalowa Wola.

## Carriera
Nella sua carriera Mehremić ha giocato in ben 10 squadre di 6 nazioni diverse ovvero Bosnia, Slovacchia, Lettonia, Austria, Ucraina e  Repubblica Ceca